# 三樹加奈
三樹 加奈（みつぎ かな、1992年6月28日 - ）は、日本の女子ラグビーユニオン選手。ARUKAS QUEEN KUMAGAYAに所属する。

## プロフィール
- 宮崎県日向市出身[1]。
- 身長 172cm、体重 72kg
- ポジションはFW。
- ニックネームはかな[2]。

## 来歴
11歳からラグビーを始めた。
2010年、アジア大会の7人制日本代表に選ばれた。
2011年、高鍋農業高校卒業後、立正大学に入る。
2013年、ラグビーワールドカップセブンズ2013の7人制女子日本代表に選出された。
2015年、立正大学卒業後、埼玉縣信用金庫に入社
2016年、リオデジャネイロオリンピックの7人制女子日本代表に選ばれた。